# 云南异木患
云南异木患（学名：Allophylus hirsutus）为无患子科异木患属下的一个种。